# Gerardo Miranda
Gerardo Miranda Concepción, noto semplicemente come Gerardo (Nouakchott, 16 novembre 1956), è un ex calciatore spagnolo, di ruolo difensore.

## Palmarès

### Club

#### Competizioni nazionali
- Campionato spagnolo: 1

Barcellona: 1984-1985
- Coppa di Spagna: 2

Barcellona: 1982-1983, 1987-1988
- Copa de la Liga: 2

Barcellona: 1983, 1986
- Supercoppa di Spagna: 1

Barcellona: 1983

#### Competizioni internazionali
- Coppa delle Coppe: 1

Barcellona: 1981-1982